# Gorge Wildlife Park
Gorge Wildlife Park är en park i Australien. Den ligger i delstaten South Australia, omkring 22 kilometer nordost om delstatshuvudstaden Adelaide.
Runt Gorge Wildlife Park är det glesbefolkat, med 17 invånare per kvadratkilometer.. 
I omgivningarna runt Gorge Wildlife Park växer i huvudsak blandskog. Genomsnittlig årsnederbörd är 593 millimeter. Den regnigaste månaden är juli, med i genomsnitt 95 mm nederbörd, och den torraste är december, med 13 mm nederbörd.